# Valentin Meilhaus
Valentin Franz Meilhaus (getauft 14. Februar 1744 in Kiedrich; † nach 1807) war ein deutscher Kaufmann und Mitglied der Reichsstände des Königreichs Westphalen.

## Leben
Meilhaus war der Sohn von Ludwig und Gertrud Meilhaus. Er heiratete Maria Dorothea Fromm, die Tochter des Martin Fromm und der Anna Martha Degenhardt. Sein Schwager Carl Fromm wurde ebenfalls Abgeordneter. Meilhaus war Weinhändler und Teilhaber einer Textilfabrik in Heiligenstadt. In den 1790er Jahren fungierte er als Adjunkt seines Schwiegervaters Martin Fromm, der Landrentmeister und Mitglied der Landständischen Steuerdeputation beim Landsteueramt des Eichsfelds war. Später war er selbst Landrentmeister in Heiligenstadt. 1810 ist er von dort verzogen.
Ab 2. Juni 1808 war Meilhaus für die Gruppe der Kaufleute und Fabrikanten im Harz-Departement Mitglied der Reichsstände des Königreichs Westphalen. Sein Verbleib ist unbekannt.